# General der Infanterie
General der Infanterie (Kurzbezeichnung General d. Inf.) war ein Dienstgrad in ehemaligen deutschen Landstreitkräften. Der Dienstgrad wurde bis 1918 auch in der Kaiserlich Russischen Armee und ab 1908 in der k.u.k. Armee von Österreich-Ungarn (bis dahin Feldzeugmeister) verwendet.
Der Dienstgrad General der Infanterie wurde verwendet in der Preußische Armee, dem kaiserlichen Heer, der Reichswehr und der Wehrmacht. Er war in den deutschen Armeen der regulär dritthöchste Generals-Rang nach dem Generalfeldmarschall und dem Generaloberst. Kavallerieoffiziere wurden entsprechend zum General der Kavallerie, Artillerieoffiziere zum General der Artillerie befördert (vgl. General der Waffengattung). In der Wehrmacht gab es außerdem noch die gleichwertigen Dienstgrade General der Panzertruppe, General der Pioniere, General der Gebirgstruppe und General der Nachrichtentruppe. In der Luftwaffe konnte der entsprechende Dienstgrad General der Flieger, General der Fallschirmtruppe, General der Flakartillerie, General der Luftnachrichtentruppe oder General der Luftwaffe lauten. Der Dienstgrad wurde allgemein nur in der Form General benutzt, ohne die Herkunftstruppengattung des Trägers anzugeben.
Generäle der Infanterie wurden zumeist als Kommandierende Generäle von Armeekorps oder Oberbefehlshaber von Armeen oder Heeresgruppen sowie in besonders hervorgehobenen Stabsfunktionen (z. B. Heerespersonalchef) verwendet.
Neben der k.u.k Armee gab es auch in den Russischen Streitkräften bis etwa 1918 den Rang General der Infanterie (Originalbezeichnung ru: Генерал от инфантерии).